# Virgichneumon tenuipes
Virgichneumon tenuipes là một loài tò vò trong họ Ichneumonidae.